# Liste der Gemeinden im Landkreis Heidenheim

Karte des Landkreises Heidenheim

Die Liste der Gemeinden im Landkreis Heidenheim gibt einen Überblick über die elf kleinsten Verwaltungseinheiten des Landkreises. Er besteht aus elf Gemeinden, von denen vier Städte sind. Heidenheim an der Brenz ist eine Mittelstadt, die anderen drei, Giengen an der Brenz, Herbrechtingen und Niederstotzingen, sind Kleinstädte. Der Landkreis Heidenheim ist der Landkreis mit den wenigsten Gemeinden in Baden-Württemberg.
Das Oberamt Heidenheim wurde 1934 in Kreis Heidenheim umbenannt und 1938 wurde der Kreis Heidenheim um einige Gemeinden des aufgelösten Kreises Neresheim sowie einige Orte aus dem Kreis Ulm erweitert. Seitdem haben sich die Grenzen des Landkreises kaum verändert. Bei der Kreisreform im Jahr 1973 bestand die einzige Veränderung darin, dass ein Weiler, der vorher zum Landkreis Ulm gehörte, in den Landkreis eingegliedert wurde. Im Jahr 1974 wurde das zur Gemeinde Bräunisheim (Alb-Donau-Kreis) gehörende Sontbergen in die Gemeinde Gerstetten eingegliedert, dadurch mussten sowohl die Gemeinde- als auch die Kreis- und Regierungsbezirksgrenzen verschoben werden. Bei den Teilorten der Gemeinden ist das Jahr vermerkt, in dem diese der Gemeinde beitraten.

## Beschreibung
Weiter gegliedert werden kann der Landkreis in zwei Vereinbarte Verwaltungsgemeinschaften (VVG) und einen Gemeindeverwaltungsverband (GVB):
- VVG Giengen an der Brenz: mit der Stadt Giengen an der Brenz und der Gemeinde Hermaringen;
- VVG Heidenheim an der Brenz: mit der Stadt Heidenheim an der Brenz und der Gemeinde Nattheim;
- GVB Sontheim-Niederstotzingen: mit der Gemeinde Sontheim an der Brenz und der Stadt Niederstotzingen;

Die Stadt Herbrechtingen ist wie die Gemeinden Dischingen, Gerstetten, Königsbronn und Steinheim am Albuch nicht Mitglied einer Verwaltungsgemeinschaft beziehungsweise eines Gemeindeverwaltungsverbandes.
Der Landkreis hat eine Gesamtfläche von 627,12 km². Die größte Fläche innerhalb des Landkreises besitzt die Stadt Heidenheim an der Brenz mit 107,1 km². Es folgen die Gemeinden Gerstetten mit 92,43 km² und Steinheim am Albuch mit 82,41 km². Je eine Gemeinde hat eine Fläche die größer ist als 70 km² beziehungsweise 50 km² (Stadt Herbrechtingen) und drei Gemeinden sind über 40 km² groß, darunter die Stadt Giengen an der Brenz. Die kleinsten Flächen haben die Stadt Niederstotzingen mit 29,8 km², die Gemeinde Sontheim an der Brenz mit 28,92 km² und die Gemeinde Hermaringen mit 15,26 km².
Den größten Anteil an der Bevölkerung des Landkreises von 135.241 Einwohnern haben die Großen Kreisstädte Heidenheim an der Brenz mit 50.471 Einwohnern und Giengen an der Brenz mit 19.907 Einwohnern, gefolgt von der Stadt Herbrechtingen mit 13.237 Einwohnern. Je eine Gemeinde hat eine Bevölkerung von über 11.000, 8.000, 7.000, 6.000 und 5.000 Einwohnern. Die drei von der Einwohnerzahl her kleinsten Gemeinden sind die Stadt Niederstotzingen mit 4853 Einwohnern, die Gemeinde Dischingen mit 4433 und die Gemeinde Hermaringen mit 2334 Einwohnern.
Der gesamte Landkreis Heidenheim hat eine Bevölkerungsdichte von 216 Einwohnern pro km². Die größte Bevölkerungsdichte innerhalb des Kreises haben die Großen Kreisstädte Heidenheim an der Brenz mit 471 Einwohnern pro km² und Giengen an der Brenz mit 452, gefolgt von der Stadt Herbrechtingen mit 226. Alle anderen acht Gemeinden haben eine geringere Bevölkerungsdichte als der Landkreisdurchschnitt. Sieben dieser Gemeinden haben eine Bevölkerungsdichte zwischen 100 und 200, nur in einer Gemeinde liegt die Bevölkerungsdichte unter 100. Die am dünnsten besiedelten Gemeinden sind Gerstetten mit 126, Steinheim am Albuch mit 108 und Dischingen mit 57 Einwohnern pro km².

## Legende
- Gemeinde: Name der Gemeinde beziehungsweise Stadt
- Teilorte: Aufgezählt werden die ehemals selbständigen Gemeinden der Verwaltungseinheit. Dazu ist das Jahr der Eingemeindung angegeben.
- VVG / GVB: Zeigt die Zugehörigkeit zu einer der Verwaltungsgemeinschaften beziehungsweise des Gemeindeverwaltungsverbandes
- Wappen: Wappen der Gemeinde beziehungsweise Stadt
- Karte: Zeigt die Lage der Gemeinde beziehungsweise Stadt im Landkreis
- Fläche: Fläche der Stadt beziehungsweise Gemeinde, angegeben in Quadratkilometer
- Einwohner: Zahl der Menschen die in der Gemeinde beziehungsweise Stadt leben (Stand: 31. Dezember 2023[1])
- EW-Dichte: Angegeben ist die Einwohnerdichte, gerechnet auf die Fläche der Verwaltungseinheit, angegeben in Einwohner pro km²
- Höhe: Höhe der namensgebenden Ortschaft beziehungsweise Stadt in Meter über Normalnull
- Bild: Bild aus der jeweiligen Gemeinde beziehungsweise Stadt

## Gemeinden
| Gemeinde                                 | Teilorte | VVG / GVB                      | Wappen                                    | Karte                                                           | Fläche | Einwohner | EW- Dichte | Höhe | Bild                                                                                  |
| ---------------------------------------- | --- | ------------------------------ | ----------------------------------------- | --------------------------------------------------------------- | ------ | --------- | ---------- | ---- | ------------------------------------------------------------------------------------- |
| Landkreis Heidenheim                     | |                                | Wappen des Landkreises Heidenheim         | Der Landkreis Heidenheim                                        | 627,12 | 135,241   | 216        |      | Steinerne Jungfrauen im Eselsburger Tal (Naturdenkmal) (bei der Stadt Herbrechtingen) |
| Dischingen                               | Dischingen Ballmertshofen (1974) Demmingen (1974) Dunstelkingen (1974) Eglingen (1974) Frickingen (1974) Trugenhofen (1972)                                             |                                | Wappen der Gemeinde Dischingen            | Lage der Gemeinde Dischingen im Landkreis Heidenheim            | 78,06  | 4.433     | 57         | 463  | Burg Katzenstein                                                                      |
| Gerstetten                               | Gerstetten Dettingen am Albuch (1972) Gussenstadt (1971) Heldenfingen (1971) Heuchlingen (1971) Sontbergen (1974; war vorher Ortsteil von Bräunisheim, Alb-Donau-Kreis) |                                | Wappen der Gemeinde Gerstetten            | Lage der Gemeinde Gerstetten im Landkreis Heidenheim            | 92,43  | 11,656    | 126        | 624  | Kirche von Gerstetten                                                                 |
| Große Kreisstadt Giengen an der Brenz    | Giengen an der Brenz Burgberg (1972) Hohenmemmingen (1972) Hürben (1972) Sachsenhausen (1972)                                                                           | VVG Giengen an der Brenz       | Wappen der Stadt Giengen an der Brenz     | Lage der Stadt Giengen an der Brenz im Landkreis Heidenheim     | 44,05  | 19,907    | 452        | 464  |                                                                                       |
| Große Kreisstadt Heidenheim an der Brenz | Heidenheim an der Brenz Großkuchen (1974) Mergelstetten (1937) Oggenhausen (1971) Schnaitheim (1910)                                                                    | VVG Heidenheim an der Brenz    | Wappen der Stadt Heidenheim an der Brenz  | Lage der Stadt Heidenheim an der Brenz im Landkreis Heidenheim  | 107,1  | 50,471    | 471        | 504  | Heidenheim – Kupferstich von Matthäus Merian                                          |
| Stadt Herbrechtingen                     | Herbrechtingen Bissingen ob Lontal (1972) Bolheim (1972) Eselsburg (1928) Hausen ob Lontal (1973)                                                                       |                                | Wappen der Stadt Herbrechtingen           | Lage der Stadt Herbrechtingen im Landkreis Heidenheim           | 58,63  | 13,237    | 226        | 471  | Brenz in Herbrechtingen                                                               |
| Hermaringen                              | Hermaringen | VVG Giengen an der Brenz       | Wappen der Gemeinde Hermaringen           | Lage der Gemeinde Hermaringen im Landkreis Heidenheim           | 15,26  | 2.334     | 153        | 498  | Blick auf Hermaringen von Nordosten                                                   |
| Königsbronn                              | Königsbronn Itzelberg (1971) Ochsenberg (1972) Zang (1971) |                                | Wappen der Gemeinde Königsbronn           | Lage der Gemeinde Königsbronn im Landkreis Heidenheim           | 45,46  | 7.022     | 154        | 498  | Brenztopf                                                                             |
| Nattheim                                 | Nattheim Auernheim (1972) Fleinheim (1972) | VVG Heidenheim an der Brenz    | Wappen der Gemeinde Nattheim              | Lage der Gemeinde Nattheim im Landkreis Heidenheim              | 44,99  | 6.601     | 147        | 560  | Dorfansicht Auernheim                                                                 |
| Stadt Niederstotzingen                   | Niederstotzingen Oberstotzingen (1972) Stetten ob Lontal (1972) | GVB Sontheim- Niederstotzingen | Wappen der Stadt Niederstotzingen         | Lage der Stadt Niederstotzingen im Landkreis Heidenheim         | 29,8   | 4.853     | 163        | 473  | Vogelherdhöhle                                                                        |
| Sontheim an der Brenz                    | Sontheim an der Brenz Bergenweiler (1972) Brenz an der Brenz (1974) | GVB Sontheim- Niederstotzingen | Wappen der Gemeinde Sontheim an der Brenz | Lage der Gemeinde Sontheim an der Brenz im Landkreis Heidenheim | 28,92  | 5.802     | 201        | 445  | Blick auf die Sontheimer Georgskirche                                                 |
| Steinheim am Albuch                      | Steinheim am Albuch Söhnstetten (1971) |                                | Wappen der Gemeinde Steinheim am Albuch   | Lage der Gemeinde Steinheim am Albuch im Landkreis Heidenheim   | 82,41  | 8.925     | 108        | 540  | ehemaliger Steinbruch Burgstall im Ortsteil Sontheim                                  |